# Закон за защита на нацията
Законът за защита на нацията е приет от българския парламент и влиза в действие от януари 1941 г. Това е изключителен български закон от комплексен тип, който остава в сила от 23 януари 1941 г. до 27 ноември 1944 г. Законът за защита на нацията не се позовава на действащата към момента на приемането му Търновска конституция.
Законът е внесен от правителството на Богдан Филов и има за цел да отговаря на тенденцията за сходни разрешения на т. нар. „еврейски въпрос“. Следвайки примера на Нюрнбергските закони, законът за защита на нацията е създаден в унисон със законодателството на Нацистка Германия на расистка и националсоциалистическа основа.
Законът за защита на нацията урежда обществените отношения, свързани със статута на тайните организации, лицата от еврейски произход, тяхното имущество, „противонационалните и съмнителни прояви“ по време на Втората световна война. Законът е разпределен в четири дяла: За тайните и международни организации, За лицата от еврейски произход, За противонационалните и съмнителните прояви, Особени разпоредби.
Законът въвежда редица ограничителни мерки и срещу масонството и подобни нему тайни организации, срещу евреите-български поданици. Последван е от цяла серия сходни нормативни актове по материята. С чл. 5 от Закона за защита на нацията са разтурени и забранени към 20 организации — масонските ложи, ротарианците, ционистките организации, ПЕН клубът и т.н.
Ограничителните общи разпоредби забраняват на лицата от еврейски произход да бъдат приемани за български поданици, да бъдат избираеми, да заемат държавни, общински и други служби, да се откупуват от военна служба, да встъпват в брак или извънбрачно съжителство с лица от български произход и т.н. Въвежда се и извънреден данък върху еврейското имущество. Постановени са ограничения за местожителство, постъпване в учебни заведения (еврейска квота), за имотите, за професионалната и стопанска дейност и т.н.
Запазено е писмо от група писатели и общественици, между които Елин Пелин, Стилиян Чилингиров, Елисавета Багряна, Младен Исаев и други, до министър-председателя и председателя на НС за отмяна на обсъждането в XXV ОНС на Законопроекта за защита на нацията с цел „запазване престижа на нацията и завоюваните традиции на веротърпимост и човещина“.
Законът е внесен от първото правителство на Богдан Филов. Приет е въпреки опозицията на част от народните представители, неодобрението на обществени и професионални организации, Светия синод на Българската православна църква, видни обществени личности и др. Утвърден е с Указъ № 3 /21 януари 1941 г., подписан от Цар Борис III и обнародван в „Държавен вестник“, бр. 16/23 януари 1941 г.
За изпълнението на закона е създадено Комисарство по еврейските въпроси. Главен комисар е Александър Белев. През 1943 г. е подписано българо-германското Споразумение Белев-Данекер за депортиране на около 20 000 евреи от новите и старите предели на Царство България. Комисарството при съдействието на армията и полицията активно участва в депортирането на евреи от администрираните от България предвоенни територии на Гърция и Югославия.
След масови обществени протести с намесата на Цар Борис ІІІ, БПЦ, парламентаристи и др. депортацията от старите предели е отменена. Запазено е носенето на отличителни жълти звезди, различни социални и стопански ограничения, принудително заселване, отнемане на икономически и обществени възможности чрез конфискации на имущество, изпращане в лагери за принудителен труд и т.н. Някои лагери успешно са атакувани и разбивани от силите на НОВА.
Законът за защита на нацията е отменен на 27 ноември 1944 г. с наредба-закон на първото правителство на ОФ публикувана в „Държавен вестник“ бр. 50/2 март 1945 г. - в изпълнение на последната точка от програмата на Отечествения фронт.